# Silene muliensis
Silene muliensis là loài thực vật có hoa thuộc họ Cẩm chướng. Loài này được C.Y. Wu miêu tả khoa học đầu tiên năm 1982.